# 경주 송선리 마애불
경주 송선리 마애불(慶州 松仙里 磨崖佛)은 대한민국 경상북도 경주시 건천읍 송선리에 있는 마애불이다. 2018년 2월 22일 경상북도의 유형문화재 제515호로 지정되었다.

## 지정 사유
이 마애불상은 《경주 단석산 신선사 마애불상군》(국보 제199호)에서 북쪽으로 약 2㎞ 거리에 위치한 암벽에 새겨진 높이 6.8m에 달하는 대형의 마애불좌상이다. 상(像)의 얼굴을 비롯해 상반신은 얕은 부조(浮彫)로 새기고 그 아래는 선각(線刻)으로 조성하였다.
이러한 경향은 신라 말에서 고려 초기에 걸친 대형의 마애불에서 일반화된 형식이다. 마애불상 주변에 보이는 크고 작은 구멍들은 架構의 흔적으로 추정된다. 신체의 마멸이 심하고 조각수법이 거칠지만, 섬세한 얼굴에는 근엄한 부처의 모습이 잘 표현되어 있으며 크기가 큰 대형의 마애불상이라는 점에서 의미가 있다.

## 같이 보기
- 경주 단석산 신선사 마애불상군 - 국보 제199호